# كريستوف فون شميد
كريستوف فون شميد (بالألمانية: Johann Christoph Friedrich von Schmid)‏ هو مدرس وكاتب للأطفال وكاتب وشاعر ألماني، ولد في 15 أغسطس 1768 في دينكلسبول في ألمانيا، وتوفي في 3 سبتمبر 1854 في آوغسبورغ في ألمانيا.

## وصلات خارجية
- كريستوف فون شميد على موقع ميوزك برينز (الإنجليزية)
- كريستوف فون شميد على موقع ديسكوغز (الإنجليزية)